# Crapa pelada
Crapa pelada è una canzone del 1936, composta da Tata Giacobetti e Gorni Kramer. Originariamente fu interpretata da Gorni Kramer alla fisarmonica insieme all'Orchestra Circolo Ambasciata Milano composta da Aldo Rossi (sax alto e clarinetto), Ubaldo Beduschi (contrabbasso), Giuseppe "Pinun" Ruggeri (batteria), Luciano Zuccheri (chitarra), Romero Alvaro (pianoforte e violino), Luigi Mojetta (trombone) Nino Impallomeni (tromba), Virgilio Marzorati (violino). Le voci sono di Vittorio Belleli, Libero Massara e Romero Alvaro.

## La nascita del brano
Crapa pelada è una filastrocca in dialetto milanese, di origine incerta, che racconta la storia di un tale con la testa pelata che ha preparato dei tortelli, che non vuole darne ai suoi fratelli. Nella partitura di Gorni Kramer il primo giro strumentale è suddiviso tra fisarmonica, sax tenore e tromba. Il secondo giro è cantato così come il terzo giro nel quale ascoltiamo un'improvvisazione vocale in stile scat, mentre il coro risponde con un riff che riprende il brano originale di Duke Ellington It Don’t Mean a Thing..

## Incisioni
- PEPPONE IL CACCIATORE/CRAPA PELADA - 1945; Quartetto Cetra, Etichetta: CETRA  - Catalogo: AA.421[3].